# Masculinismo
Masculinismo ou masculismo é um conjunto polissémico de ideologias e movimentos culturais, políticos e económicos. Conceptualmente, assume-se como a doutrina ou corrente de pensamento que advoga pela defesa dos direitos dos homens, no sobrado da luta pela igualdade dos sexos.
Em certo sentido, visa analisar a "construção da identidade masculina e os problemas dos homens em relação ao gênero", considerando-se a contrapartida do feminismo, já que busca a igualdade com as mulheres, mas de um ponto de vista masculino. Assim, este termo pode ser usado em vários campos para se referir à defesa dos direitos ou necessidades dos homens, à adesão ou promoção de opiniões, valores e atitudes consideradas típicas dos homens.
Em contrapartida, há autores que retratam o masculinismo como uma forma particular de antifeminismo e como uma abordagem que se concentra na superioridade masculina, na exclusão de mulheres e na sua subjugação.

## História
A primeira resposta secular ao feminismo veio do escritor e filósofo britânico Ernest Belfort Bax — considerado o primeiro antifeminista e precursor do masculinismo —, que em 1908 escreveu The Legal Subjection of Men como resposta ao ensaio de John Stuart Mill de 1869 intitulado The Subjection of Women. Posteriormente, este autor — aligado aos pensamentos social-democratas do final do século XIX e início do século XX — publicou The Fraud of Feminism ("A fraude do feminismo") (1913), onde descreveu os efeitos adversos do feminismo em capítulos intitulados "A cruzada anti-homem", "Sempre as feridas inocentes" e "Falso cavalheirismo"; além disso, sendo considerado um dos textos clássicos de opositores ao sufrágio feminino atual também tendo sido usado como um ponto de referência para justificar a hipotética inferioridade das mulheres. Outro trabalho que apresenta o ponto de vista masculinista sobre várias questões é In Defense of Women de Henry Louis Mencken, publicado em 1917.
No século XX, o masculinismo foi desenvolvido em resposta à mudança de atitude e função das mulheres que começaram a exigir um tratamento justo e igual, enfrentando a visãoandrocêntrica em vigor até o momento; sua aparição se remontaria desde as décadas de 1970 e 1980. No entanto, o masculinismo não foi simplesmente uma resposta ao feminismo, porque, apesar de algumas ideias surgirem depois de enfrentar questões feministas, haviam outras questões, como a paternidade e o serviço militar que podem ser identificadas como causas sem qualquer ligação com questões feministas.
A primeira questão foi abordada por Charles V. Metz, que em 1968 publicou Divorce and Custody for Men (Divórcio e Custódia por Homens) que atacou a lei da família, o feminismo e apelou para o retorno das funções sociais tradicionais para homens e mulheres, contextualizando a sua posição sobre a necessidade de voltar às tradições do gênero na sociedade e em casa. Esta publicação serviu como suporte para Ruben Kidd e George Partis que em 1960 fundaram a primeira organização formal dedicada à defesa dos direitos dos pais que chamaram Divorce Racket Busters, mais tarde sendo renomeada para United States Divorce Reform. Posteriormente, Richard Doyle que publicou The Rape of the Male em 1976, guiaria este movimento para a unificação de propostas relativas a um aspecto mais amplo do problema percebido por Metz.
Embora existam algumas instituições masculinistas da década de 1970, como a National Coalition for Men, a partir da década de 1990 essas associações ganham força e começam a se espalhar para vários países. O masculinismo ganhou popularidade com o apoio de uma interpretação particular do discurso da autora feminista Doris Lessing, que pediu para que os homens parassem de ser insultados. Outros autores como Warren Farrell se distanciaram dos ideais feministas e incorporaram a visão masculinista dentro das questões de gênero.
Entre os teóricos contemporâneos, representantes de masculinismo está Robert Bly, ex-pró-feminista e atual ativista masculinista que publicou em 1990 Iron John: A Book About Men, se tornou um dos textos base do denominado masculinismo mitopoético que busca analisar as mudanças da identidade masculina, devido à industrialização e os valores associados ao gênero.
O masculinismo pró-feminista nasceu em meados de 1970 após o despertar feminista desse período, e inclui objetivos globais de igualdade que o feminismo propõe. Esta corrente recebeu influências da segunda onda feminista, o Black Power e o ativismo do movimento estudantil e o Movimento LGBT do anos 1960 e 1970, entre outros.

## Estudos sobre a masculinidade e o masculinismo
O masculinismo é inserido no campo acadêmico interdisciplinar dos estudos da masculinidade, juntamente com outras questões relacionadas ao homem, gênero e política. Este campo inclui frequentemente a teoria machista, história social, a ficção do sexo masculino, a saúde dos homens, a psicanálise masculinista e todas aquelas práticas influenciadas justamente pelo masculinismo e os estudos de gênero dentro das áreas de humanas e Ciências sociais.
Algumas das contribuições teóricas fundamentais tentam conciliar as interpretações masculinistas/feministas dos estudos de gênero, e incluem, entre outros a obra Does Feminism Discriminate Against Men de Warren Farrell e James Sterba, e Gendering, Courtship and Pay Equality de Rory Ridley-Duff.
Dentro do grupo de pesquisadores, não estão apenas indivíduos e as organizações do âmbito masculista, mas também organizações feministas do Canadá, Austrália, Reino Unido e Estados Unidos.
Em 2014 o coletivo masculinista ManKind realizou um experimento nas ruas de Londres, denunciando os padrões duplos ao julgar a violência de gênero, dependendo se a pessoa agredida é um homem ou uma mulher em casos de  violência doméstica contra homens.
Um setor masculinista sugere a necessidade de eliminar a educação mista, porque acreditam que as escolas apenas de meninos são preferíveis para o bem-estar dos meninos e porque alguns estudos sugerem que os meninos atraem mais a atenção do professor na sala de aula em comparação com meninas, de modo que seriam eles a receber as mais graves formas de punição em comparação às meninas cometendo as mesmas falhas.
O masculinista Warren Farrell tem argumentado que os homens muitas vezes são destinados a trabalhar nas tarefas que exigem esforços físicos maiores, que causam maior desconforto e periculosidade a uma proporção injustificadamente elevada.
Outra área de ativismo é denunciar as altas taxas de suicídio dos homens em relação às mulheres.

## Tópicos de interesse do masculinismo

### Educação
Muitos masculistas sugerem a abolição da escolaridade coeducacional, acreditando que as escolas de sexo único são preferidas para o bem-estar dos meninos. Outros masculinistas e feministas da equidade indicam que os meninos estão no lado mais fraco de uma lacuna educacional.

### Emprego
Dados de 1994 nos EUA apuraram que os homens constituem 94% das mortes no local de trabalho. O masculinista Warren Farrell argumentou que os homens são muitas vezes agrupados em trabalhos sujos, fisicamente mais exigentes e perigosos de uma forma injustificadamente desproporcional.

### Violência
Os masculistas expressam preocupação sobre a violência contra os homens sendo classificado como assunto humorístico, através dos meios de comunicação e outros veículos.
Os masculistas também expressam preocupação com a violência contra os homens sendo ignorada, minimizada ou levada menos a sério do que a violência contra as mulheres. Alguns afirmam que há simetria de gênero em violência doméstica. Outra preocupação expressa é que suposições de inocência da mulher ou simpatia para com as mulheres podem resultar em penalidades desproporcionais para mulheres e homens por crimes semelhantes.

### Custódia
De acordo com David Benatar, docente titular da disciplina de Filosofia na Universidade da Cidade  do Cabo, "A lei de custódia é talvez a área mais conhecida do ativismo dos direitos dos homens ", já que é mais provável na maioria das partes do mundo que a mãe obtenha a custódia das crianças em caso de divórcio. Ele argumenta: "Quando o homem é o cuidador primário - suas chances de ganhar a custódia são menores do que quando a mulher é a principal cuidadora. Mesmo quando o caso não é contestado pela mãe, ele ainda é pouco provável ter a custódia como quando a reivindicação da mulher é incontestada".

### Saúde
Warren Farrell argumenta que a saúde do homem é negligenciada, recebendo menos atenção do que a saúde da mulher. Enquanto a saúde da mulher recebe atenção específica desde o século XX, ações mais abrangentes em relação a saúde masculina só ganharam consistência a partir do século XXI. Isso apesar da mortalidade masculina associada a problemas de saúde ser superior à feminina.
Os masculistas citam taxas mais altas de suicídio em homens do que em mulheres. As estatísticas determinam que os homens morrem por suicídio muito mais frequentemente do que as mulheres, que por sua vez tem uma incidência de pensamentos suicidas maior.

## Movimentos evangélicos da África do Sul
Na sequência da abolição do apartheid, a África do Sul viu um ressurgimento de grupos cristãos evangélicos masculinos, liderados por dois movimentos complementares de homens e mulheres, o movimento Mighty Men e o movimento Worthy Women. O Mighty Men remonta à ideia vitoriana do Cristianismo Muscular e o movimento não leva a discussões sobre o racismo institucionalizado. Estudantes feministas argumentam que a falta de atenção aos direitos das mulheres e sua luta histórica com a igualdade racial torna o movimento perigoso para as mulheres e a estabilidade do país. A estudiosa Miranda Pillay argumenta que o movimento ganhou força porque eles argumentam que a igualdade de gênero é incompatível com os valores cristãos e porque o patriarcado ganhou um "status hiper-normativo", deslegitimando assim qualquer outra reivindicação desafiadora ao poder.
O movimento Worthy Women apoia o movimento Mighty Men porque defende o "homemismo", que subscreve a crença na superioridade inerente do homem sobre a mulher, porém, é propagada por e para as mulheres. A líder do movimento, Gretha Wiid, tem como objetivo restaurar a ordem na África do Sul, restaurando a ordem na família ou tornando as mulheres subordinadas aos homens. Ela culpa a desordem do país à libertação das mulheres. As razões oferecidas por seu sucesso aparentemente paradoxal incluem que ela afirma que Deus criou a hierarquia de gênero, mas que as mulheres não são menos valiosas do que os homens e que a restauração dos papéis de gênero tradicionais alivia a ansiedade existencial na África do Sul pós-apartheid.

## Reações

### Críticas e respostas
Alternativamente, o masculismo (às vezes chamado de androcentrismo) pode se referir a uma abordagem que se concentra na superioridade ou domínio masculino à exclusão das mulheres.
Na medida em que o masculismo está associado ao masculinismo antifeminista, seu foco principal é a "masculinidade e o lugar dos homens heterossexuais brancos na América do Norte e nas sociedades europeias".
Alguns masculinistas acreditam que os papéis de gênero diferenciados são naturais. Há evidências consideráveis de influências sociais (por exemplo, divisão do trabalho entre homens e mulheres, socialização) como a origem única ou primária da diferenciação de gênero. Além disso, a crença nas diferenças de gênero inerentes permite a desigualdade e ao grupo dominante afirmar o poder por meio da diferença percebida.
Algumas partes do movimento masculinista têm, em certa medida, conceitos emprestados da psicologia evolucionária: esta teoria argumenta que a adaptação durante a pré-história resultou em papéis complementares, mas diferentes para os diferentes gêneros, e que esse equilíbrio foi desestabilizado pelo feminismo desde a década de 1960.

### Feminismo
Alguns masculinistas foram descritos como explicitamente antifeministas por ativistas feministas. De acordo com Blais e Dupuis-Déri, "o conteúdo dos sites [masculinistas] e o testemunho de feministas que questionamos confirmam que os masculinistas geralmente criticam até mesmo feministas moderadas e feministas à frente das organizações feministas oficiais". Algum ativismo masculinista envolveu a interrupção de eventos organizados por feministas e ações judiciais contra acadêmicos feministas, jornalistas ou ativistas. Além disso, as ações masculinistas são às vezes extremas; Os ativistas dos direitos dos pais bombardearam os tribunais familiares na Austrália e emitiram ameaças de bomba no Reino Unido, embora seja ambíguo se houve envolvimento de grupos militantes públicos e organizados. Eles também se envolveram em "furar pneus, enviar pacotes de excrementos, ameaças contra políticos e seus filhos". Os porta-vozes desses grupos também se manifestaram contra as campanhas de conscientização pública para prevenir a agressão sexual, argumentando que retratam uma imagem negativa dos homens e um grupo masculino hostilizou administradores de dezenas de abrigos de mulheres e centros de mulheres.
As feministas respondem às diferentes ideologias do masculismo de diferentes maneiras. Masculinistas que promovem a igualdade de gênero são frequentemente considerados pró-feministas.
O filósofo Ferrell Christensen afirma que se o masculismo e o feminismo se referem à crença de que homens/mulheres são sistematicamente discriminados e que essa discriminação deve ser eliminada, não há necessariamente um conflito entre feminismo e masculismo, e alguns afirmam que ambos são realmente discriminados. No entanto, muitos acreditam que um sexo é mais discriminado, e, portanto, usam um rótulo e rejeitam o outro.